# Carel Tenenti
Carel Jacobus Johannes Tenenti (Dordrecht, 18 juli 1866 - Den Haag, 12 december 1927) was een Nederlands architect die voornamelijk werkzaam was in zijn geboortestad.

## Leven en werk
Carel Tenenti werd geboren als zoon van Carel Arnoldus Tenenti (1838-1901), schoorsteenveger en aannemer te Dordrecht, en Wilhelmina Margaretha Broens. Van oorsprong komt de familie Tenenti uit de omgeving van Locarno in het Italiaans sprekende deel van Zwitserland. Aan het eind van de achttiende eeuw vestigden de voorouders van Tenenti zich in Nederland. Hijzelf was getrouwd met Maria Adriana Keuss, een telg uit een familie handelende in kleding.
Tenenti begon zijn carrière in het bedrijf van zijn vader. Zijn vader was een veelzijdig man, zoals blijkt uit een advertentie in een adresboek uit 1885. Hierin prijst hij zich aan als "schoorsteenveger, rookverdrijver, metselaar, stukadoor, timmerman, koopman, aannemer en agent van buitenlandsche huizen". In 1887 staat Tenenti junior te boek als bouwkundige bij het bedrijf van zijn vader, en tien jaar later noemt hij zich architect. Hij ontwierp hoofdzakelijk in de stijl van de art nouveau. Daarnaast werd hij ook geregeld gevraagd voor verbouwingen. Als katholiek kreeg hij met name uit deze kring veel opdrachten.

## Ontwerpen
| Naam                                                  | Bouwjaar        | Adres                                        | Plaats    | Bijzonderheden        | Afbeelding |
| ----------------------------------------------------- | --------------- | -------------------------------------------- | --------- | --------------------- | ---------- |
| interne verbouwing woon-kantoorpand                   | 1894            | Nieuwe Haven 49-50                           | Dordrecht | rijksmonumenten       |            |
| woon-winkelhuis van J.H.L. Gern                       | 1898            | Wijnstraat 148                               | Dordrecht | gemeentelijk monument |            |
| werk-woonhuis "In Vino Veritas"                       | 1899-1900       | Buiten Walevest 5-6, Binnen Walevest 157-165 | Dordrecht | rijksmonument         |            |
| Eigen woon-winkelhuis                                 | 1900            | Steenstraat 21                               | Dordrecht | gesloopt              |            |
| Sint-Josephkapel of huidig Sint Jacobskapel           | 1901            | Sint Jacobsplein 60                          | Dordrecht | gemeentelijk monument |            |
| Magazijn Zwijsen en Co                                | 1901-1902       | Voorstraat 180                               | Dordrecht | rijksmonument         |            |
| Oranje Hotel                                          | 1902            | Johan de Wittstraat                          | Dordrecht | gesloopt              |            |
| Pastorie Sint-Bonifatiuskerk                          | 1903            | Kuipershaven 40                              | Dordrecht | gemeentelijk monument |            |
| woonhuis                                              | 1903            | Wijnstraat 111                               | Dordrecht | gemeentelijk monument |            |
| kantoorpand                                           | 1912            | Wolwevershaven 24                            | Dordrecht | gemeentelijk monument |            |
| bankgebouw                                            | 1917            | Groenmarkt 78-80                             | Dordrecht | rijksmonument         |            |
| interne verbouwing kantoorpand van de Raad van Arbeid | 1920            | Wijnstraat 153                               | Dordrecht | rijksmonument         |            |
| Boerhaaveplein 4-6, Amsterdam                         | 1921            | Boerhaaveplein                               | Amsterdam | gemeentelijk monument |            |
| Bedrijfspand met twee bovenwoningen                   | 1908            | Prinsenstraat 3, 5 & 7                       | Dordrecht | gemeentelijk monument |            |
| Dubbel woonhuis                                       | omstreeks 1900? | Taankade 14 en 16                            | Dordrecht | gemeentelijk monument |            |